# 杜以辰
杜以辰（1990年6月6日—），本名杜小喬，香港網絡紅人，現為全職藝人。
杜小喬原本是一名大專生，在FHProductionHK的邀請下，於2013年協助拍攝了YouTube短片《我在香港當兵的日子》系列及《男人有話兒》系列（兩者均為2013年YouTube香港熱門影片（非音樂類）十大），而廣為香港網民所認識。由於片段中杜的角色為專收「觀音兵」的典型負面「港女」，「娘娘」亦成為了杜小喬的另一外號。2021年改名為杜以辰，現為全職演員。

## 簡介

### 簡歷
杜小喬早年就讀聖士提反女子中學。中五畢業後於樂善堂梁銶琚書院升讀預科。於2013年在預科同學熊仔頭邀請下拍攝了Youtube短片《我在香港當兵的日子》、《男人有話兒》系列而走紅。在2014年正式成為全職藝人，分別接拍了張智霖《你是如此難以忘記》MV，以及和董嘉儀（Lulu Tung）合作為關島觀光局（香港）拍攝的微電影《三人行·關島》，並獻唱了主題曲《有感覺》，同時亦開始參與電視節目的主持工作，包括香港電視網絡的《HKTV "Working" Holiday》（遠赴意大利拍攝）、Now寬頻電視節目《食Guide》及香港電台節目《8花齊放》擔任主持。
2014年12月，杜小喬於Facebook公佈自己患上了紅斑狼瘡，但強調會樂觀面對。
2015年，杜小喬繼續參與多項演出工作，分別有商業電台廣播劇《小宇宙》、香港電台的單元電視劇《監警有道2015》及《先洗未來錢》，以及主演了3香港的微電影《連繫》（Facebook連YouTube合共過百萬點擊率）等，亦接拍了不少品牌的的電視、影片及平面廣告，如海洋公園、Giordano、Pandora、Nestle等等。
2016年，杜小喬憑著高人氣，以主持身份在不同電視台亮相，如ViuTV遊戲節目《籌旗》（拍擋為葛民輝）、港台電視31《好好過日子》、香港電視網絡《有一種味道叫北海道》等，亦首度參與電影拍攝及舞台劇演出，更於香港書展推出首本相集《littlebridge》。電視廣告方面有OK便利店及百老匯，平面或影片廣告則有Sony PlayStation、香港航空、Avène等。
2019年，她參演舞台劇《我們的青春日誌》，與同劇演員譚永浩合演情侶，譚永浩期間透過Instagram宣布正式交往。
2021年，杜小喬低調改名為杜以辰，她解釋改名為私人理由，並希望新名會得到認同。

### 榮譽
自2013起，杜小喬已連續三年入選高登討論區舉辦的「高登女神總選」，分別為2013年第九名、2014年第五名及2015年第三名，三年均是十大中唯一一位由網絡竄紅的入選者。

### 軼事
杜小喬的英語非常流利，連帶廣東話亦有疑似外國口音，一度有網民懷疑她是從外國回流。後來杜於電台訪問中表示純屬誤會，稱可能因為是英文女校出身之故。
未知是否因為這個原因，2015年Hard Rock Cafe的World Burger Tour特意選了杜小喬作為香港站的代表，全程外國團隊拍攝並以英語交談。

## 演出作品

### 電視節目
- 監警有道 2015 - RTHK
- 回到未來錢：美小鴨。假天鵝 （页面存档备份，存于） - RTHK
- 8花齊放 2014 （页面存档备份，存于） - RTHK
- 醫護人生：聯繫 （页面存档备份，存于） - RTHK
- 《食Guide》 - NowTV
- 《HKTV "Working" Holiday》（意大利）- HKTV
- 《歡樂滿些牙》 - 毛記電視
- 《Come On Baby》   - ViuTV
- 《有一種味道叫北海道》- HKTV
- 《好好過日子》   - 港台31
- 《籌旗》   - ViuTV
- 小學校際通識大賽2017 （页面存档备份，存于） - RTHK
- 《城市論壇》 - RTHK
- 《演員・門》 - ViuTV

### 電視劇
- 《瑪嘉烈與大衛系列 前度》（2017年） - ViuTV 飾 美玉
- 《婚內情》（2019年） - ViuTV 飾 山田小姐
- 《Reboot》（2019年） - ViuTV 飾 Candy
- 《娛樂風雲》（2019年） - ViuTV 飾 Viane
- 《大誠實家》（2023年） - ViuTV 飾 Elsie

### 電影
- 《初戀日記：賤男蜜擾》（2017年）
- 《西謊極落之太爆太子太空艙》（2017年）

### 微電影
- YouTube上的微電影《說好的在一起》（2014年）
- YouTube上的M21主辦「防暴於微」活動 微電影《尾行》（2015年）
- YouTube上的第三屆微電影「創+作」支援計劃(音樂篇) 微電影《拗攣新星》（2016年）

### 廣播劇
- 小宇宙（2015年）
- Break Up Club（2016年）
- 見習朋友計劃（2016年）

### 舞台劇
- 愛情部隊鍋（2016年）
- 我們的青春日誌（2018年至2024年）
- 金鎖記 （2024年）
- 少年神農的搖滾獨白 （2024年）
- 蘇東坡 · 五年黃州 （2024年）

### MV
- SIS樂印姊妹《大聲講我知》（2018年）[12]
- Pandora樂隊 [13] 《想跟你》（2019）
- 謝高晉《慢播》（2020年）[14]
- 伍富橋《很多很多份之一》（2023年）[15]

## 音樂作品

### 派台歌曲成績
| 派台歌曲成績 | 派台歌曲成績 | 派台歌曲成績 | 派台歌曲成績 | 派台歌曲成績 | 派台歌曲成績 | 派台歌曲成績 |
| ------------ | ------------ | ------------ | ------------ | ------------ | ------------ | ------------ |
| 大碟         | 歌曲         | 903          | RTHK         | 997          | TVB          | 備註         |
| 2019年       |              |              |              |              |              |              |
|              | 泡泡裡的空氣 | -            | 17           | -            | x            |              |
| 2020年       |              |              |              |              |              |              |
|              | 側臉         | -            | -            | -            | x            |              |

| 903 | RTHK | 997 | TVB | 備註              |
| 0   | 0    | 0   | 0   | 四台冠軍歌總數：0 |

- （*）表示仍在榜上
- （x）沒有派往該台